# Woody Jackson
Woodrow Wilson Jackson III, noto professionalmente come Woody Jackson, (Oil City, 10 giugno 1970) è un compositore, produttore discografico e musicista statunitense.
Jackson è noto soprattutto per le sue colonne sonore per i videogiochi Red Dead Redemption (con Bill Elm), Grand Theft Auto V (con Tangerine Dream, The Alchemist e Oh No) e Red Dead Redemption 2. 
Opera e lavora presso i Vox Recording Studios di Hollywood.

## Primi anni
Woodrow Wilson Jackson III è nato a Oil City, in Pennsylvania, è cresciuto a York, in Pennsylvania, e Richmond, in Virginia.
Jackson ha studiato alla Virginia State University, dove ha preso lezioni di armonica. 
Alla fine lasciò perdere quando finì il denaro e iniziò a suonare la chitarra con la band The Useless Playboys.

## Carriera
Nel 1992, poco dopo le rivolte di Los Angeles dello stesso anno, Jackson si trasferì da Richmond a Los Angeles. Nel 1995, ha collaborato con il musicista Bill Elm, che ha presentato Jackson alla band Friends di Dean Martinez. Jackson alla fine ha agito come sostituto per un chitarrista assente prima di rimanere con la band come membro a pieno titolo per qualche tempo. Ha anche lavorato per il Guitar Shop di McCabe per diversi anni prima di diventare un musicista di sessione, lavorando alle colonne sonore di film come Il diavolo veste Prada e Ocean's Twelve. Il suo stile musicale è stato descritto come una "miscela armoniosa di Krautrock, funk, ambient e rap strumentale che distrugge i mattoni". Intorno al 2009, Jackson rilevò gli studi di registrazione Vox basati su Melrose Avenue (noto anche come Electro-Vox), che fu fondato nel 1931 e si dice che sia il più antico studio di registrazione privato negli Stati Uniti. Lo stesso anno, la compagnia di videogiochi Rockstar Games lo ha firmato per comporre musica per l'imminente gioco Red Dead Redemption, insieme a Elm. In seguito avrebbe anche composto musica occasionale per L.A. Noire di Rockstar. Nel 2018, Jackson ha continuato a lavorare con Rockstar come compositore per il prequel di Red Dead Redemption, Red Dead Redemption 2.

## Vita privata
Jackson è un mormone battezzato. È sposato con Sharon Jackson, una talent e partner di William Morris Endeavour.
La coppia precedentemente occupava una casa nel quartiere di Nichols Canyon a Los Angeles; hanno acquistato la proprietà per 925 000 dollari nel 2003 e l'hanno venduta a giugno 2017 per 3,29 milioni. Jackson ha due figlie, Georgina Washington Jackson e Theodora Roosevelt Jackson.

## Opere

### Videogiochi
| Anno | Titolo                      | Ruolo                                                  |
| ---- | --------------------------- | ------------------------------------------------------ |
| 2010 | Red Dead Redemption         | Compositore, con Bill Elm                              |
| 2010 | Undead Nightmare            | Compositore, con Bill Elm                              |
| 2011 | L.A. Noire                  | Musica Incidentale                                     |
| 2012 | ModNation Racers: Road Trip | Canzone le jeune jus                                   |
| 2012 | Max Payne 3                 | Disposizione dello studio                              |
| 2013 | Grand Theft Auto V          | Compositore con Tangerine Dream, The Alchemist e Oh No |
| 2018 | Red Dead Redemption 2       | Compositore                                            |

### Televisione
| Anno | Titolo    | Ruolo                                                       |
| ---- | --------- | ----------------------------------------------------------- |
| 2012 | Nashville | Musica aggiuntiva per la prima stagione, con T Bone Burnett |